# Meclozina
La meclozina è un antistaminico che agisce sul vomito. Si posiziona sul centro del vomito, e il segnale proveniente dallo stomaco viene mitigato.